# Бочкі-Зажечне
Бочкі-Зажечне (пол. Boczki Zarzeczne) — село в Польщі, у гміні Ґловно Зґерського повіту Лодзинського воєводства.
Населення — 44 особи (2011).

## Демографія
Демографічна структура станом на 31 березня 2011 року:
|          | Загалом | Допрацездатний вік | Працездатний вік | Постпрацездатний вік |
| -------- | ------- | ------------------ | ---------------- | -------------------- |
| Чоловіки | 23      | 2                  | 15               | 6                    |
| Жінки    | 21      | 3                  | 9                | 9                    |
| Разом    | 44      | 5                  | 24               | 15                   |